# ماري هيس
كانت ماري بريندا هيس (15 تشرين الأول / أكتوبر 1924 – 2 تشرين الأول / أكتوبر 2016) فيلسوفة العلوم إنجليزية  و بروفيسور فخري في فلسفة العلوم في جامعة كامبردج، عرفت بأعمالها في ارتباط التماثل (القياس) و النماذج في العلم. يعد كتابها نماذج وتماثل في العلوم (1963/66) ركيزة أساسية في هذا المجال ومن بين أكثر الأعمال تأثيرا في القرن العشرين.[بحاجة لمصدر]

## السيرة الذاتية
ولدت في ريجات في سري، إنجلترا درست هيس في كلية لندن الامبراطورية، حيث حصلت على الدكتوراه في عام 1948. كما حصلت على الماجستير في العلوم في عام 1949 من كلية لندن الجامعية.
بدأت هيس بعد التخرج مسيرتها الأكاديمية كمحاضر في الرياضيات في جامعة ليدز. حيث درست من 1955 إلى 1959 فلسفة العلم والتاريخ في جامعة لندن. انضمت في عام 1960 إلى كلية ولفسون ‏، حيث كانت بروفيسور فلسفة العلم من 1975 إلى التقاعد في 1990s. وكان من بين طلاب الدكتوراه لديها بول سيليرز ‏ (دكتوراه، 1994).
كانت هيس على مر السنين أستاذًا زائرًا في العديد من الجامعات في أوروبا والولايات المتحدة. انتخبت زميلا في الأكاديمية البريطانية في عام 1979 واختيرت رئيسًا جمعية فلسفة العلوم. (SA)

## أعمالها
ارتكز عمل هيس على التفسير الفلسفي للمنطق الأساليب العلمية، وكذلك مبادئ العلوم الطبيعية والاجتماعية. حيث اقترحت منهجية علمية تقوم على نهج تماثل النماذج. حيث ميزت تلك النماذج في الشكل والمادة، وكذلك الخصائص التناظرية الإيجابية، لسلبية والمحايدة.

### النماذج والنظائر (القياس) في العلوم
يستشهد بعملها المنشور النماذج والتماثل في العلوم على نطاق واسع. هيس يقول، يفترض بيير دويم أن النماذج والقياس (التمثيل) هي جزء لا يتجزأ من فهم المنهج العلمية في التقدم العام والعلمي على وجه الخصوص، وخاصة كيفييتمدد مجال النظرية العلمية، وكيف توّلد النظريات تنبؤات جديدة. ومن أمثلة هذه النماذج الشهيرة نموذج لعبة البلياردو من نظرية الحركيه للغازات ونماذج الضوء المبنية على أساس القياس إلى موجات الصوت والمياه.
تعتقد هيس أننا كي نفهم نظام جديد أو ظاهرة، فإننا غالبا ما نخلق نموذج مناظر الذي يقارن هذا النظام الجديد أو الظاهرة مع نظام أو ظاهرة نحن على دراية بها. تميز هيس في كتابها بين ثلاثة أنواع من القياس في النماذج العلمية:
- القياس (النظائر) الإيجابي.
- القياس السلبي.
- القياس المحايد.

النظائر الإيجابية هي تلك السمات التي يعرف أو يعتقد أنها مشتركة من قبل كلا النظامين، أما السلبية فهي تلك السمات التي يعرف أو يعتقد أنها موجودة في أحد النظامين ولكنها غائبة في الآخر، أما المحايدة فهي تلك الميزات غير المؤكدة في الوقت الراهن.
النماذج المحايدة هي حتى الآن الأكثر إثارة للاهتمام من بين الثلاثة أنواع من القياس، فإنها تشير إلى طرق اختبار حدود نماذجنا، راسمةً الطريق للتقدم العلمي. في أواخر القرن 19، على سبيل المثال، كانت فكرة أن موجات الضوء لها وسط مادي يسمى الأثير المضيء مثالًا على القياس المحايد بالنسبة لموجات الماء والصوت. في نهاية المطاف بسبب نتيجة صفرية في تجارب ميكلسون–مورلي وتورتون–ونوبيل، فضلا عن غيرها من تجارب مماثلة، أصبح التماثل من النوع السلبي - نحن الآن نقبل أن الضوء ليس له وسط مادي، على عكس موجات وموجات المياه. اكتشاف هذا النظير السلبي أدى إلى مزيد من التقدم، بما في ذلك توحيد النظرية الكهرومغناطيسية مع البصريات، وفي نهاية المطاف خلق نماذج جديدة وأكثرمعلوماتية عن الضوء.

## المنشورات
كتب مختارة:
- 1954. العلم والخيال البشري: جوانب من التاريخ والمنطق في العلوم الفيزيائية ؛ لندن، انكلترا
- 1961. قوات و ميادين  [لغات أخرى]‏: دراسة العمل عن بعد في تاريخ الفيزياء; لندن، انكلترا
- 1963. النماذج والقياس في العلوم ؛ لندن، انكلترا
- 1966.  النماذج والقياس في العلوم ، منقحة ومعدلة ؛ نوتردام بولاية إنديانا
- 1974. هيكل الاستدلال العلمي ؛ لندن، انكلترا: ماكميلان، بيركلي، كاليفورنيا: مطبعة جامعة كاليفورنيا
- 1980. الثورات واعادة البناء في فلسفة العلم: حصادة الصحافة، بلومنقتون، دمشق: مطبعة جامعة إنديانا
- 1986. مايكل أز أربيب وماري بي هيس، بناء الواقع; كامبريدج، إنجلترا: مطبعة جامعة كامبريدج

## وصلات خارجية
- موقع في تشريف ماري هيس